# Fitz-James

Fitz-James este o comună în departamentul Oise, Franța. În 1 ianuarie 2022 avea o populație de 2.546 de locuitori.